# Chełmno
Chełmno (pronuncia: "cheumno", [ˈxɛu̯mnɔ]; in yiddish קולמהאָף‎?, Kulmhof; in tedesco Kulm) è una città della Polonia settentrionale, con 20 381 abitanti nel 2007, e storica capitale della Terra di Chełmno (Ziemia Chełmińska).

## Geografia fisica
La città si trova nel voivodato della Cuiavia-Pomerania dal 1999, mentre dal 1975 al 1998 ha fatto parte del voivodato di Toruń. Si trova presso il fiume Vistola.

## Origini del nome
- Kulm fu ufficialmente utilizzato durante il periodo di sovranità prussiana e tedesca dopo il 1874 - in quest'ultimo caso per effetto della politica del Kulturkampf che prevedeva la germanizzazione dei territori alloglotti e mistilingui.

Durante gran parte della sua storia, la città ebbe una popolazione mista di tedeschi, aschenaziti e polacchi: al passaggio dal XIX al XX secolo, rispettivamente di un terzo e due terzi.

## Storia
La prima menzione scritta della città di Chełmno giunge da un documento emesso nel 1065 dal Duca Boleslao II di Polonia per il monastero benedettino di Mogilno. Nel 1226 il Duca Corrado I di Masovia invitò i Cavalieri Teutonici nella Terra di Chełmno, e nel 1233 le furono assegnati i diritti da città, conosciuti come diritti di Chełmno, rinnovati nel 1251. La città crebbe prosperosa come membro della lega anseatica mercantile, restando comunque parte dello stato dei Cavalieri Teutonici fino al 1466, quando dopo la guerra dei tredici anni Chełmno fu reincorporata nella Polonia e resa capitale del voivodato di Chełmno. Nel 1772, dopo la prima spartizione della Polonia, Chełmno fu annessa al Regno di Prussia, del quale - salvo la parentesi napoleonica del Ducato di Varsavia (1807-1815) - fece ininterrottamente parte fino al 1920.

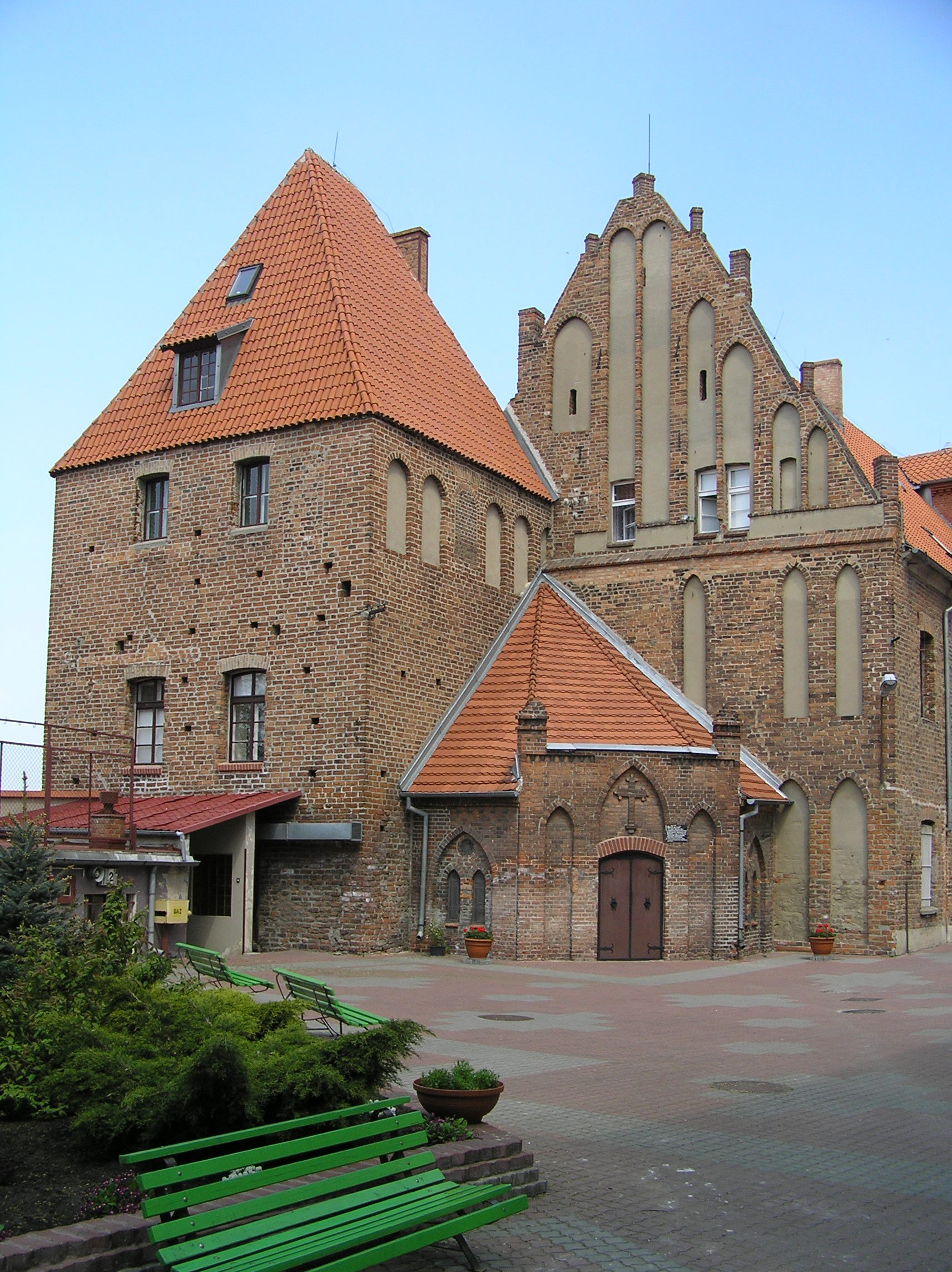
Torre di Mestwin (Wieża Mestwina), ex torre di guardia dell'Ordine Teutonico, considerato il più antico edificio di Chełmno

Con la fine della prima guerra mondiale Chełmno passò quindi alla Polonia e nel periodo interbellico la città rivisse un periodo di relativa prosperità economica, interrotta dallo scoppio del secondo conflitto mondiale (1939): le truppe della Germania nazista fecero 5.000 vittime civili nei primi giorni d'occupazione della città. Le atrocità maggiori avvennero a Klamry, Małe Czyste, Podwiesk, Plutowo, Dąbrowa Chełmińska, e Wielkie Łunawy, mentre molti altri cittadini polacchi furono trucidati nelle foreste. Il resto della popolazione non tedesca fu espulsa verso il Governatorato Generale, in linea con la politica tedesca del Lebensraum. Il 25 gennaio 1945 le forze tedesche si ritirarono infine dalla città dando fuoco a numerosi edifici, incluso un ospedale e una stazione ferroviaria.

## Monumenti e luoghi d'interesse
Chełmno possiede un centro storico medievale ben preservato, con cinque chiese gotiche e un municipio rinascimentale al centro della piazza del mercato.

### Architetture religiose
- Chiese gotiche:
  - chiesa di Santa Maria, ex parrocchia principale della città, costruita dal 1280 al 1320 (con la reliquia di San Valentino)
  - chiesa di SS Giacomo e Nicola, ex chiesa francescana del XIV secolo, ricostruita nell'Ottocento
  - chiesa di SS Pietro e Paolo, ex chiesa domenicana del XIII-XIV secolo, ricostruita nel XVIII-XIX secolo
  - chiesa di San Giovanni Battista e Giovanni Evangelista, ex chiesa delle suore benedettine e cistercensi, costruita dal 1290 al 1330
  - chiesa dello Spirito Santo, del 1280-90

### Architetture civili
- municipio, la cui parte più antica risale alla fine del XIII secolo, ricostruita in stile manierista (con influenza italiana) nel 1567-1572

### Architetture militari
- mura della città che circondano l'intera Chełmno, con torri di guardia e la Porta Grudziądzka.